# 尼古拉·斯克里普尼克

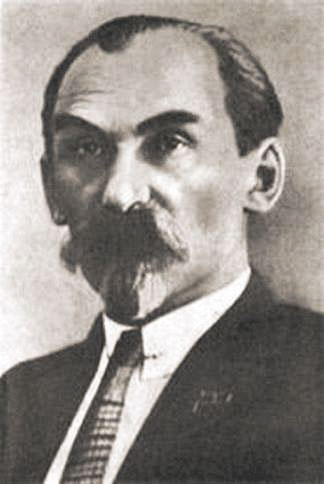
尼古拉·斯克里普尼克

尼古拉·阿列克谢耶维奇·斯克里普尼克（烏克蘭語：Микола Олексійович Скрипник，1872年1月25日—1933年7月7日），或按烏克蘭語名譯米科拉·斯克里普尼克，乌克兰共产党领导人，來自烏克蘭東部，曾支持乌克兰独立以及在乌克兰苏维埃社会主义共和国实现文化上的乌克兰化。1927年至1933年担任乌克兰教育人民委员会委员。后来，当这些政策被推翻时，斯克里普尼克为了避免作秀审判而选择自杀。